# فرودگاه پرینستن، نیوجرسی
 فرودگاه پرینستن، نیوجرسی (به انگلیسی: Princeton Airport (New Jersey)) یک فرودگاه همگانی بهره‌برداری هوایی با کد یاتا PCT است که یک باند فرود آسفالت دارد و طول باند آن ۱۰۶۷ متر است. این فرودگاه در کشور ایالات متحده آمریکا قرار دارد و در ارتفاع ۳۹ متری از سطح دریا واقع شده است.